# كارولين شريف
كارولين وود شريف (بالإنجليزية: Carolyn Sherif)‏ (1922-1982) هي عالمة نفس اجتماعية أمريكية ساعدت في تطوير نظرية الحكم الاجتماعي وساهمت في إجراء أبحاث رائدة في مجالات النظام الذاتي، وصراع الجماعة، والتعاون، والهوية الجندرية. تولت دوراً قيادياً في علم النفس على الصعيدين الوطني والدولي. بالإضافة إلى إجراء أبحاث إبداعية في علم النفس الاجتماعي، كرست وود شريف نفسها لتعليم طلابها وكُرمت لجهودها من خلال جائزة جمعية علم النفس الأمريكية التي سميت تيمناً بها، والتي تُقدم بشكل سنوي.
ولدت كارولين وود في 26 يونيو 1922، في لوغوتي، ولاية إنديانا. هي أصغر الأطفال الثلاثة لبوني ويليامز ولورنس أنسيلم وود. في عام 1945 تزوجت بزميلها في علم النفس مظفر شريف، وأنجبت منه ثلاثة أطفال: سو وجوان وآن شريف. في يوليو 1982 توفيت كارولين وود شريف نتيجة لمرض السرطان في عمر الستين في كلية الولاية في بنسلفانيا.

## التعليم
تخرجت وود شريف من مدرسة ويست لافاييت الثانوية في عام 1940.

### المرحلة الجامعية
حصلت وود شريف على درجة البكالوريوس في العلوم من جامعة بوردو في عام 1943 مع أعلى درجات التميز في برنامج تجريبي طوّر لتخصصات العلوم النسائية التي ركزت على دراسة العلوم ضمن المنظورات الإنسانية والتاريخية. في الوقت الذي قضته وود شريف في صفوف العلوم والرياضيات، تعرفت بشكل بسيط على علم النفس خلال دراستها الجامعية. وقد كتبت وود شريف في وقت لاحق أن العديد من التجارب ألهمتها للسعي للعمل في علم النفس الاجتماعي. أولاً، وزعت وزارة الخزانة في الولايات المتحدة مسرحية كتبتها في عامها الأول من الجامعة إلى برامج المجتمع لتشجيع بيع سندات الحرب، ما دفع وود شريف إلى التساؤل حول الطرق التي ستؤثر بها مسرحيتها على القراء. وشجعها أستاذ جامعي على متابعة هذه التساؤلات من خلال بحث في ميدان علم النفس الاجتماعي. ثانياً، كان التحول المفاجئ للرأي العام الأمريكي من الانعزالية إلى دعم الحرب العالمية الثانية مدهشاً بالنسبة لكارولين، ما ألهمها بشكل جزئي لدراسة علم النفس الاجتماعي. (فعلياً، قادتها هذه الدهشة لاستكشاف المواقف، فكان موضوعا رئيسا للأبحاث خلال حياتها المهنية). أخيراً، كانت لديها رغبة قوية في تحسين العالم، وبسبب هذه التجارب، قررت أن تعمل في علم النفس الاجتماعي من أجل تحقيق هذا الهدف.

### التخرج
واصلت وود شريف الدراسة للحصول على درجة الماجستير من جامعة آيوا في عام 1944 في علم النفس الاجتماعي تحت إشراف ويندل جونسون، إذ أجرت أول بحث لها حول بُنى المواقف، وعملت أيضاً مع ليون يارو لاستكشاف كيف يستجيب الناس للمنظورات التي تتعارض معهم. بينما كانت تعمل على أطروحة الماجستير التي تدرس كيف تؤثر المواقف المتحيزة عنصرياً على الاستعادة التسلسلية في اختبار معملي، كانت قد قرأت كتاب «سيكولوجية المعايير الاجتماعية» 1936، الذي كتبه مظفر شريف. وكان لهذا الكتاب تأثير عميق عليها لأنها رأت الكثير من اهتماماتها العلمية تنعكس في فصوله. أخبرت زملائها وأساتذتها أن شريف هو «نوعية عالم النفس الاجتماعي الذي أريد أنا (كارولين) أن أكونه».
في عام 1944، بعد الانتهاء من الماجستير، ذهبت وود شريف للعمل باحثة في علم النفس لصالح أديانس ريسيرتش إينك، في جامعة برينستون. بعد فترة قصيرة من العمل، تخلت وود شريف عن حقل البحث الاستقصائي (سرعان ما أصبحت غير راضية عن البحث الذي طُلب منها إجراء تحليل بيانات عن أفلام هوليوود المحتملة). قررت بدلاً من ذلك العودة إلى الدراسة، وتقدمت بطلب للعمل مساعد باحث مع مظفر شريف في جامعة برينستون، وهذا ما أطلق بداية تعاونهما المهني الطويل معاً. بالإضافة لعلاقة العمل المثمرة، فقد نمت علاقة شخصية بين الاثنين، توجت بالزواج في ديسمبر عام 1945.
واجهت كارولين ومظفر صعوبات خاصة في زواجهما. بالإضافة إلى الضغوطات التقليدية للحياة الزوجية؛ إذ ينتمي الزوجان لخلفيات بيئية مختلفة بشكل جذري (نشأ مظفر في تركيا)، وكانا في مراحل مختلفة من حياتهما المهنية. مع ذلك، قررت لزواجها أن يكون ندياً، حيث تجد الدعم لطموحاتها المهنية. تصف ذلك بالرغبة المبنية على صور خيالية لا تنعكس في حقيقة أي من العلاقات التي لاحظتها. حين قابلت شريف، شعرت كارولين وود بأنها وجدت طريقة لتحقيق حلمها. كان مظفر شريف مجاهراً بإيمانه بالمساواة في حقوق للمرأة، فساند هدف وود شريف المتمثل في تحقيق مستقبل بحثي ناجح. ومع ذلك، جامعة برينستون (حيث كان مظفر يعمل في ذلك الوقت) لم تقبل النساء طالبات دراسات عليا حتى عام 1961، وهذا جعل وود شريف تنتقل إلى جامعة كولومبيا لتنهي دراساتها العليا.
شاركت وود شريف بشكل فعّال في إجراء البحوث وتأليف الكتب مع شريف خلال هذه الفترة، لكنها حُرمت من التقدير المناسب لحجم عملها؛ لأنها لم تكن حاصلة على الدكتوراه أو على منصب في أي جامعة. إذ نُسب عملهما المشترك إلى مظفر وحده، أشارت شريف إلى أن رد فعل مظفر الساخط على الظلم الذي لحقها كان مساوياً لرد فعلها، ما خفف عليها حدة الغضب. في محاولة لعلاج هذا الموقف، بعد ولادة أطفال شريف الثلاثة، عادت إلى الدراسات العليا طالبةً بدوام كامل في جامعة تكساس في عام 1958. في عام 1961، أكملت وود شريف درجة الدكتوراه تحت إشراف وين هولتزمان في هذه الجامعة. توجت أطروحتها بالورقة البحثية المنشورة «التصنيف الاجتماعي ضمن دالة لمدى القبول ونطاق السلسلة» التي قيمت النطاقات المختلفة للمواقف حول موضوع وجد الأفراد المختلفون أنه مقبول، ودرست كيفية تغير مدى قبول الفرد وفقاً للنطاق من المحفزات التي تُصنف على أنها مقبولة أم غير مقبولة، وكيف أثر هذان العاملان بدورهما على سلوك التصنيف الاجتماعي.

### بعد التخرج
بين عامي 1961 و 1965 نشرت وود شريف وزوجها شريف أربعة كتب معاً، من بينها تتويج لبيانات تجربة كهف اللصوص. وود شريف هي المؤلف الأول في آخر هذه الكتب المنشورة في عام 1965، «الموقف وتغير الموقف: نهج المشاركة في الحكم الاجتماعي»، الذي قدم نظرية الحكم الاجتماعي في الإقناع. بعد هذه الفترة عالية الإنتاجية، مُنح كل من وود شريف وشريف منصب أستاذ مسار في جامعة ولاية بنسلفانيا. وكانت وود شريف تشغل منصب أستاذ زائر في جامعة كورنيل (1969-1970) وكلية سميث (1979-1980) ، لكنها بقيت أستاذة في جامعة ولاية بنسلفانيا حتى وفاتها في عام 1982.
كرست وود شريف نفسها للتدريس، وأقامت الدورات للمرحلة الجامعية والدراسات العليا في جامعة ولاية بنسلفانيا لمعالجة القضايا في علم النفس الاجتماعي. علاوة على ذلك، كانت مؤثرة في تطوير دورات علم النفس الاجتماعي المتعلقة بالمرأة، إذ أنشأت أول دورة لدراسات المرأة خلال العام الذي قضته في جامعة كورنيل، بالإضافة لدورة المرأة وعلم النفس لجامعة ولاية بنسلفانيا.